# Луцій Меммій
Луцій Меммій (*Lucius Memmius, д\н — після 82 до н. е.) — політичний та військовий діяч часів Римської республіки.

## Життєпис
Походив з плебейського роду Мемміїв. Про батьків відсутні відомості. Був прихильником популярів. У 112 році до н. е. обирається претором. Про його пропреторства нічого невідомо. У 109 році до н. е. стає монетарієм. Після посилення Гая Марія активно допомагав тому. Брав участь на боці маріанців у громадянських війнах 88-87 та 82 роках до н. е. Ймовірно загинув під час останньої війни, менш імовірно, що втік до якоїсь провінції.

## Родина
- Гай Меммій Гемел, претор 58 року до н. е.